# Katarina av Braunschweig-Lüneburg
Katarina av Braunschweig-Lüneburg, född 1395, död 1442, var kurfurstinna av Sachsen 1425–1428. Hon gifte sig 1402 med hertig Fredrik I av Sachsen.
Fredrik I förlorade en stor del av sin armé i hussiternas krig nära Brüx 1425. Hemma, under Fredriks frånvaro, organiserade Katarina bildandet av en ny armé på 20 000 man, som skyndade sig för att hjälpa, men besegrades 1426 i slaget vid Ústí.